# Genistellospora tepidaria
Genistellospora tepidaria är en svampart som beskrevs av Lichtw. 1998. Genistellospora tepidaria ingår i släktet Genistellospora och familjen Legeriomycetaceae.   Inga underarter finns listade i Catalogue of Life.